# نقطه حدی
در ریاضیات، نقطهٔ انباشتگی یا نقطهٔ حدیِ مجموعهٔ S در فضای توپولوژیک X، نقطه‌ای مانند x (درون فضای X و نه لزوماً مجموعهٔ S) است که هر همسایگی آن، شامل نقطه‌ای از S غیر از x باشد یا S را در نقطه‌ای بجز x قطع کند. توجه شود که در این تعریف همسایگی دلخواه نقطه حدی باید محذوف باشد (یعنی شامل خود نقطه x نباشد) همچنین نقطه حدی می‌تواند عضو مجموعه S باشد یا نباشد و این موضوع در تعریف مذکور تأثیری ندارد. مجموعهٔ نقاط حدی S را با 'S نشان می‌دهیم و به آن مجموعهٔ مشتق S می‌گوییم.
نقطهٔ حدی در تعریف مفاهیمی چون حد، بستار و مجموعه بسته پدیدار می‌گردد.

نگاره نقاط دنباله x_{n} = (-۱)^{n}·n/n+۱ از اعداد گویا را نشان می‌دهد. ۱ و ۱- نقاط حدی آن هستند.

## مثال‌ها

نگاره اعداد گویای مثبت را نشان می‌دهد. بنابر قضیه چگالی، هر نقطه در مجموعه اعداد حقیقی یک نقطه حدی مجموعه اعداد گویا است.

- با در نظر گرفتن خط حقیقی {\displaystyle \mathbb {R} }، اگر A = (۰٬۱] آنگاه نقطهٔ ۰ یک نقطهٔ حدی A است. همچنین ۱/۲ نیز نقطه حدی دیگر آن است. در واقع هر نقطهٔ بازهٔ [۰٬۱] یک نقطه حدی A است؛ ولی هیچ عضو دیگر {\displaystyle \mathbb {R} } نقطه حدی A نیست.[۱]
- یک مجموعه متناهی دارای نقطه حدی نیست.[۲]
- مجموعه نامتناهی {\displaystyle \mathbb {N} } (مجموعه اعداد طبیعی) نقطه حدی ندارد.[۳]
- تنها نقطه حدی مجموعهٔ {\displaystyle A=\left\{{\frac {1}{n}}:n\in \mathbb {N} \right\}} نقطهٔ ۰ است. هیچ‌یک از نقاط دیگر A نقطهٔ حدی آن نیست.[۴]

## قضیه‌ها
- فرض کنید (M,d) یک فضای متریک باشد، A ⊆ M و p ∈ M آن‌گاه احکام زیر معادلند:

1. 1. p یک نقطه حدی A است.
  2. هر همسایگی p شامل تعدادی نامتناهی نقطه از A است.
  3. دنباله‌ای مانند (xn) از نقاط A وجود دارد که همواره xn ≠ p ولی {\displaystyle \lim _{n\to \infty }x_{n}=p}.[۵]

## دانستنی‌ها
- نقطهٔ p در فضای متری X را یک نقطهٔ تراکم مجموعهٔ E ⊂ X نامند هرگاه هر همسایگی p تعداد شمارش ناپذیری نقطه از E را داشته باشد. نقطه تراکم نوع خاصی از نقطه حدی است.[۶]
- هرگاه p ∈ S و p نقطهٔ حدی S نباشد، آنگاه p یک نقطهٔ تنهای S نام دارد.
- S بسته است هرگاه هر نقطهٔ حدی S یک نقطه از S باشد.[۷]
- S کامل است هرگاه S بسته و هر نقطهٔ آن یک نقطه حدی آن باشد.[۸]